# 波耶 (阿韦龙省)
波耶（法語：Paulhe，法語發音：[poj]）是法国阿韦龙省的一个市镇，属于米约区。

## 地理
波耶（44°9'8"N, 3°6'13"E）面积4.72 平方千米，位于法国奧克西塔尼大區阿韦龙省，该省份为法国南部内陆省份，位于法國中央高原南部，北起顺时针与康塔爾省、洛泽尔省、加尔省、埃罗省、塔恩省、塔恩-加龙省和洛特省接壤。
与波耶接壤的市镇（或旧市镇、城区）包括：阿格萨克、孔佩尔、拉克雷斯、米约。

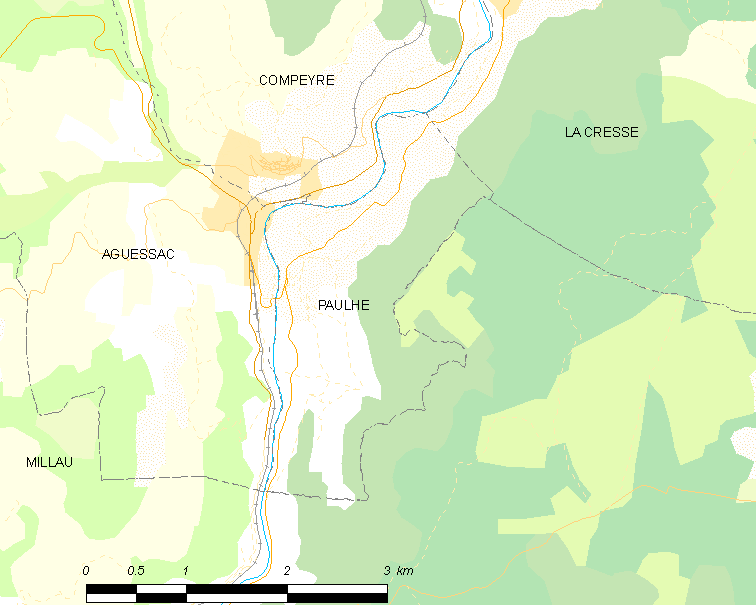
的OSM定位图

波耶的时区为UTC+01:00、UTC+02:00（夏令时）。

## 行政
波耶的邮政编码为12520，INSEE市镇编码为12178。

## 政治
波耶所属的省级选区为米约第二县。

## 人口

1962-2008年间人口变化图示

波耶于2022年1月1日时的人口数量为365人。